# ディエゴ・パラシオス
ディエゴ・ホセ・パラシオス・エスピノーサ（Diego José Palacios Espinoza, 1999年7月12日 - ）は、エクアドル・グアヤス県グアヤキル出身のサッカー選手。カンピオナート・ブラジレイロ・セリエA・コリンチャンス所属。エクアドル代表。ポジションはDF。

## 経歴

### クラブ
2016年にセリエAのSDアウカスのトップチームのメンバーに登録され、2018年シーズンに正式にリーグデビュー。同シーズン23試合に出場した。
2018年7月22日、エールディヴィジのヴィレムIIへのローン移籍が発表。8月12日のVVVフェンロ戦で、移籍後初出場を果たした。
2019年8月、FCバルセロナからのオファーを断り、ロサンゼルスFCと契約した。
2024年1月2日、SCコリンチャンス・パウリスタに移籍した。

### 代表
2018年10月13日のカタール戦で、エクアドル代表デビュー。パラシオスは、コパ・アメリカ2021に出場するエクアドル代表の28人のメンバーに選出されました。 パラシオスは、2022 FIFAワールドカップに出場するエクアドル代表メンバーにも選ばれました。

## 代表歴

### 出場大会
- エクアドル代表
  - 2022 FIFAワールドカップ

### 試合数
- 国際Aマッチ 12試合 0得点（2018年-2022年）[9]

| エクアドル代表 | 国際Aマッチ | 国際Aマッチ |
| 年             | 出場        | 得点        |
| -------------- | ----------- | ----------- |
| 2018           | 1           | 0           |
| 2019           | 4           | 0           |
| 2020           | 1           | 0           |
| 2021           | 4           | 0           |
| 2022           | 2           | 0           |
| 通算           | 12          | 0           |

## タイトル
ロサンゼルスFC
- MLSカップ: 2022
- サポーターズ・シールド: 2022